# Лісові Чорти

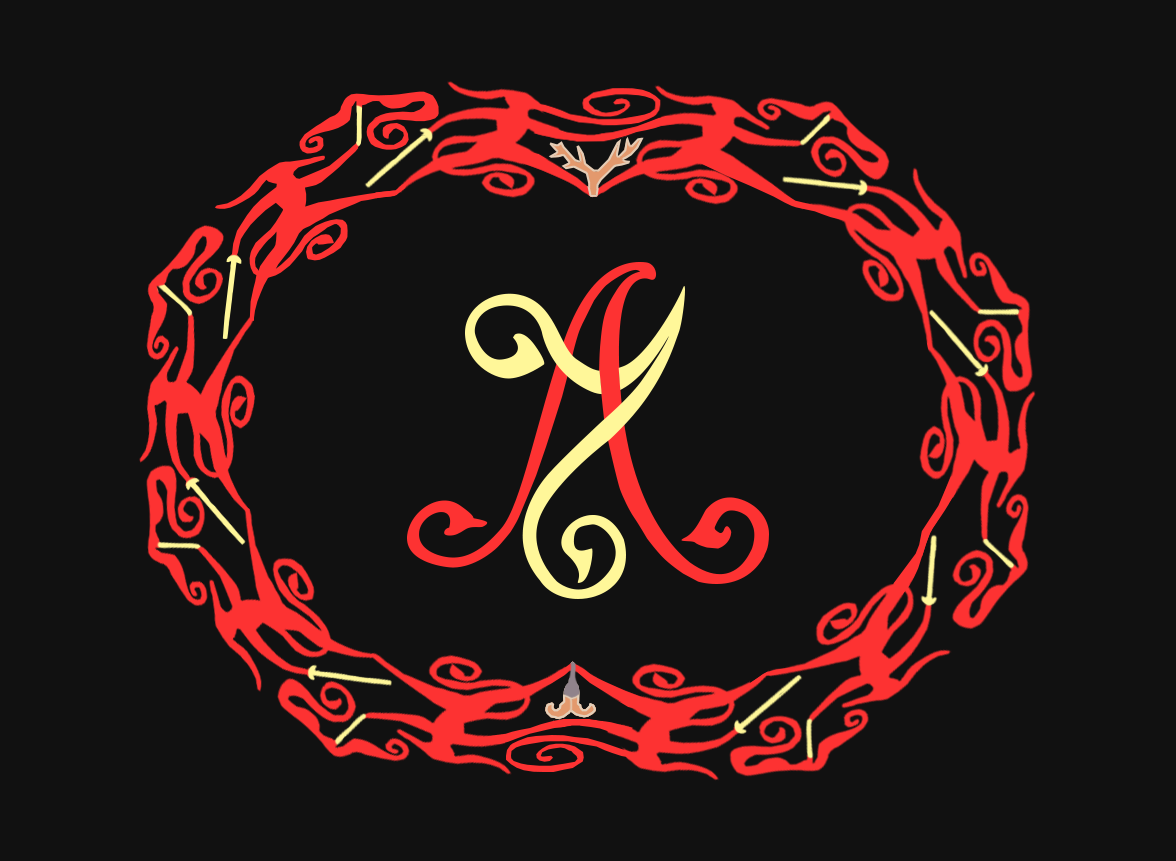
Лісові Чорти — старий прапор.

Лісові Чорти (повна назва Велике Плем'я Лісових Чортів; 22 липня 1922, селище Розгірче) — третій курінь старших пластунів і сеньйорів Пласту (національної Скаутської організації України).
Курінь засновано гуртом львівських пластунів 1922 року, історично цей курінь, як і «Пласт», був побудований на принципі англійського скаутингу Бейдена-Павелла і з самого початку до переходу 1930 року в підпілля через заборону польською владою українського скаутингу, «Лісові Чорти» були активні в політичних і суспільних організаціях, а також у військовій службі. Узявши активну участь у спробі відновлення української незалежности у часи Другої Світової Війни, «Лісові Чорти» емігрували до Австралії, Аргентини, Англії, США, Бразилії, Канади, Франції, Німеччини. Тут «Лісові Чорти» взялися до громадської і пластової праці, розбудувавши фундамент для подальших поколінь пластунів за межами України.
Після проголошення незалежності України та відновлення діяльності «Пласту», відроджується і діяльність куреня «Лісові Чорти», до лав котрого прийняли пластунів зі Львова, Києва, Івано-Франківська та інших міст.
Існує сім офіційних осередків куреня «Лісові Чорти» в Австралії, США, Канаді, Аргентині та Україні та велика кількість одиноких членів в інших краях. У курені є всілякі фахівці: професори, економісти, політики, лікарі, архітектори, художники, учителі та інші.

## Історія створення
«Велике Плем'я Лісових Чортів» — це найстарший і один із найбільш чисельних пластових куренів. Його створено 22 липня 1922 року із малого гуртка львівських старших пластунів під час мандрівок Карпатами. Мандруючи лісами, в околиці села Розгірче, вони наткнулися на стару бабусю, яка злякалася дивно одягнених хлопців і скрикнула «Лісові чорти!». Цей день вважається днем народження племені Лісових Чортів.

### Створення куреня
Перша мандрівка у середні Карпати (Стрий-Борислав-Урич-Розгірче-Бубнище-Болехів) відбулася 7-14 липня 1922 року. Описана вона «Поетом диких скель» у станиславівському місячнику «Український Пласт», 1923, чч. 2-5. Між учасниками мандрівки були «Цісар» (пізніше «Люципер де Люфтлінія»), «Мурмурандо», «Сальче де Гросльох», «Мунешті» і «Поет диких скель».
Захоплені враженнями і успіхом першої мандрівки, уряджують Лісові Чорти другу, більшу, у Ґорґани по Чорногору (22 липня — 6 серпня 1922) за маршрутом Львів — Підлюте — Скит Манявський — Надвірна — Яремче — Жаб'є — Ясенів — Пістинь — Коломия. У мандрівці брали участь 13 учасників. Організатором і провідником мандрівок був 19-літний Ярема Весоловський, якого учасники проголосили Цісарем і він ним залишився протягом наступних 75 років. На перших мандрівках постав їх клич « Гей-гу, гей-га» і почали себе внутрішньо називати «Фамілія» (із латини), а кожний член це «фаміліянт» із карпатськими перами Беркутів причеплених до капелюхів.
У липні 1923 року відбулася третя мандрівка з Підлютого до Ворохти, а в серпні 1924 року наступна мандрівка із Писаного Каменя (де відбулася перша Пластова зустріч) через Говерлю до Підлютого.

До 1925 року Лісові Чорти розкинуті по різних пластових установах і гуртках не проявляють як окрема одиниця ніякої діяльності. Хоч у 1924 року під час канікул, вибираються Лісові Чорти на мандрівку в Чорногору і як гурток Лісові Чорти, появляються на 1-ій пластовій зустрічі, на Писаному Камені, цю прогульку не можна назвати повноцінною мандрівкою ЛЧ, бо із перших засновників ЛЧ беруть у ній участь тільки троє, а саме: «Поет диких скель», «Пікусь» і «Шіґет». Мандрівку почали від Підлютого до Бубнища (де відбулася ІІ-га пластова зустріч), а тоді на Маківку. Власне під час цієї Зустрічі мандрівний гурток «Лісові Чорти» (ЛЧ) формально став куренем УСП, який згодом був зареєстрований, як 3-й.

Шоста мандрівка членів пластового куреня «Лісові Чорти».

Це й визначило характер куреня і його пізнішу діяльність. Мандрівки в Карпатах надихнули ЛЧ думкою придбати постійний Пластовий табір. І так Верховний Пластовий З'їзд у грудні 1925 року затвердив внесок Я. Весоловського, організувати один обласний табір у якому взяли б участь по одному гуртку із кожного хлоп'ячого куреня зі терену Галичини. Навесні 1926 року митрополит Андрей Шептицький подарував Пластові площу на Соколі коло Підлютого. Отже табір запланований як вишкільно-інструкторський курс під командою полк. І. Чмоли відбувся успішно, тривав від 16 липня до 7 серпня 1926 року. У наступних роках аж до заборони Пласту 1930 року щоліта ЛЧ продовжували організовувати ці вишкільні табори на Соколі.
Протягом дії легального Пласту ЛЧ були членами кожної Верховної Пластової Команди як секретарі, коменданти УПЮ та УСП чи референти діяльности, таборування, преси та редактори журналу «Молодого Життя».
Із метою пізнати свій край, нав'язати нові знайомства з новими людьми, ширити ідею Пласту і в зустрічах із українським населенням ширити ідею єдності Батьківщини, ЛЧ продовжували мандрівки кожного року. Вони проміряли верхи Бойківщини, мандрували через дикі Ґорґани й чарівну Гуцульщину, золоте Поділля і пішли на північ човнами на Волинь і Полісся. Остання мандрівка була історичною. Двадцять Лісових Чортів під проводом В. Врецьони на трьох човнах у часі 2-22 липня 1930 року пропливли від Бузька по Західному Бугу до Берестя, а тоді на схід до Пинська. Водна траса — приблизно 800 км, або 500 миль. До Львова поверталися поїздом, а дехто пішки.

### Заборона Пласту польською владою
До заборони Пласту польською владою 1930 року, ЛЧ відбули з десяток мандрівок. Заборона не вплинула на ЛЧ, курінь продовжив діяльність. 1931 року на Соколі відбувся юнацький табір «Кліматична оселя» створений Українським гігієнічним товариством. Хоч без одностроїв і зовнішніх відзнак зміст табору залишився надалі пластовий. Очевидно, це вимагало зважених дій і міцних нервів, бо поліція була майже щоденним гостем у таборі, слідкуючи за діяльністю і рухом у таборі. Згодом ці табори польська влада заборонила. Тоді ЛЧ підшукали площу у гуцула в околиці Брустури коло Космача і там відбулися щорічно «Гуцульські табори» для юнаків, а згодом і юначок.
Переважаюча більшість ЛЧ були членами УВО, опісля ОУН. Деякі з них займали провідні функції у Краєвій Екзекутиві ОУН в часі 1929—1934 років. Через свою підпільну активність частина діячів опинилася у польських тюрмах або концтаборі Береза Картузька, а двох було вбито руками окупантів — Гриць Пісецький (1930) та Тарас Крушельницький (1934).
Від 1932 до 1945 року курінь формально не діяв, але особисті зв'язки продовжувалися. Після вересня 1939, із приходом нових окупантів, росіян і німців, частина ЛЧ знову стали політв'язнями. Остаточно в часі війни і другої окупації загинули: Б. Павлюк (1941), Олександр Курчаба (1942), А. Пясецький (1942), Лонгин Робак (1944), Р. Мармаш (1945), майор-лікар УПА Яромир Олесницький (1945), О. Пашкевич (1945), Роман Мацюрак (1955) і колишній член ЛЧ генерал-хорунжий УПА Р. Шухевич (1950). Окрім того у часі визвольної боротьби у складі керівництва Воюючої України діяли: о. д-р Іван Гриньох — віцепрезидент УГВР, Євген Врецьона — член УГВР та М. Лебедь — Урядуючий Провідник ОУН (1941-1943), опісля генеральний секретар закордонних справ УГВР.
«Велике Плем'я Лісових Чортів» об'єднувалися спільним розумінням пластової ідеї, власним стилем пластування і своєрідними прикметами членів. Серед праці, забави, мандрівок творили вони свої звичаї, і на цьому спиралась їхня слава. У пластуванні вони підходять дуже суворо до змісту, а свобідніше до форми, керуючись фантазією, свободою і життєвою мудрістю, що її називають «Лісовою премудрістю». 
Життя куреня формувалось на тлі любові до природи на мандрівках та таборах. Там творились їхні оригінальні звичаї, світогляд, дружба і стиль життя. Ці особливості ЛЧ захоплювали інших пластунів, і тому дуже швидко курінь ЛЧ збільшився великим числом пластунів, між ними — пізнішими визначними діячами, що відіграли велику роль не тільки в розвитку Пласту, але в громадському, культурному, політичному, а то й релігійному житті нашої спільноти на Рідних Землях, після Другої світовій війні — у Німеччині, а згодом на поселеннях у різних країнах світу.

### Завершення Другої світової війни
1945 року ЛЧ відновлюють Пласт в Німеччині організуючи перший Пластовий З'їзд. Тут ЛЧ об'єднуються у сеніорський курінь одержуючи число 3. Вже у 1946 році вони родять нове покоління, коли 13 старших пластунів засновують 3-ий курінь УСП «Лісові Чорти». Обидва курені разом творять «Велике Плем'я Лісових Чортів» (ВПЛЧ).
Після масового переселення ЛЧ остаточно опинилися у кожній із країн, де організувався Пласт і там були обов'язково активні у станицях і крайових проводах. По станицях ЛЧ включалися як братчики, впорядники, гніздові, зв'язкові, кошові та станичні. Вони організували і проводили різні таборами, включно із мандрівними, роверовими, водними та зимовими. Також очолювали крайові проводи як у 1950-тих роках так і у 21 столітті. Рівночасно хтось із ЛЧ майже постійно був у світовому проводі Пласту, при чому  на керівних постах: Начальний Пластун (1972—1991) — Ю. Старосольський; голови ГПР — О. Бойчук і Петро Содоль; голови ГПС/ГПБ — Атанас Фіґоль, Осип Бойчук, Роман Рогожа, Василь Палієнко, Василь Янішевський.
Діяльність ЛЧ, розкинених по різних країнах, дещо відмінна від праці колишніх ЛЧ в Україні. Це радше індивідуальні успіхи окремих фаміліянтів, що ними можемо гордитись, бо вони великі. Ми мали фаміліянтів на передових постах: Президент УНР в екзилі Микола Плавюк, Ректор УВУ Володимир Янів, Митрополит УКЦеркви Стефан Сулик, Владика УГКЦ Гліб Лончина, директор Міжнародного Інституту Менеджменту в Женеві (Швейцарія) Богдан Гаврилишин, генерал Американської Армії Микола Кравців, А. Фіґолеві завдячуємо появу Енциклопедії Українознавства. Маємо цілу плеяду професорів в університетах, які викладаючи свої дисципліни, використовують кожну нагоду, щоб виполоти бур'ян непоінформованости чи радже фальшивої інформації про Україну і її народ, що довгими роками поширювали наші одвічні вороги. Маємо теж цілий ряд фахівців різних ділянок, що мають змогу ширити правду про Україну серед чужинецького світу.
У діаспорі ЛЧ продовжували свою діяльність у ділянці вишколів і табірництва. Найкращим прикладом є і залишається, створення концепції і започаткування у 1957 році Крайових Вишкільних Таборів (КВТ) для третьої пластової проби і в 1964 році організацію і переведення Міжкрайового Вишкільного Табору «Лісова Школа» для підготовки булавних-інструкторів і провідників таборів УПЮ. КВТ і Лісова Школа стали невід'ємною частиною системи вишколів у Пласті і постійно проводяться у США, Австралії та Україні.

### Пластова література
Поміж переведенням різних вишколів ЛЧ також готували потрібну вишкільну літературу. Найважніші видання: Посібник «Перша, друга і третя проба пластуна» (1928) В. Кархута, посібник «Велика Гра» (1948) Ю. Старосольського, правильник «Впоряд для пластунів» (1954) П. Пясецького і Володимира Ґалата, правильник «Приписи Іспитів Вмілостей» (1955) Василя і Павла Палієнків, посібник «Життя в Пласті» (2-ге видання 1961) редактора Ю. Пясецького, посібник «Пластові табори» (1964) Юліяна Крижановського, книжка «Посібник Зв'язкового» (1970) В. Палієнка. На окрему увагу заслуговують два підручники Мирослава Раковського, які встановили систематичне переведення вишколів КВ УПЮ — «Матеріали для Вишколу Впорядників УПЮ» (1976) і «Матеріяли для Вишколу Зв'язкових» (1977). Тут треба також згадати популярні пісні в Пласті — «Гей-гу, гей-га, таке то в нас життя» (1929) авторства Т. Крушельницького та «Сіріли у сумерку» (1947) Ю. Старосольського.
ЛЧ також друкували книжки із описами своєї діяльності. Першими були поема «Лісові Чорти» (1955) і вірші «Скобине Гніздо» (1957) Івана Манастирського. Дальше були спомини «На байдаках» (1957) про останню мандрівку в 1930 році. А головними виданнями стали історично-мемуарні збірники «Лісові Чорти: їх життя і буття». Перший під редакцією Романа Барановського вийшов у 1983 році і відносився до періоду 1922—1945 років. Другий збірник містить діяльність ЛЧ від 1945 до 2007 року під редакцією Анатоля Прасіцького.

### Зв'язок між фаміліантами

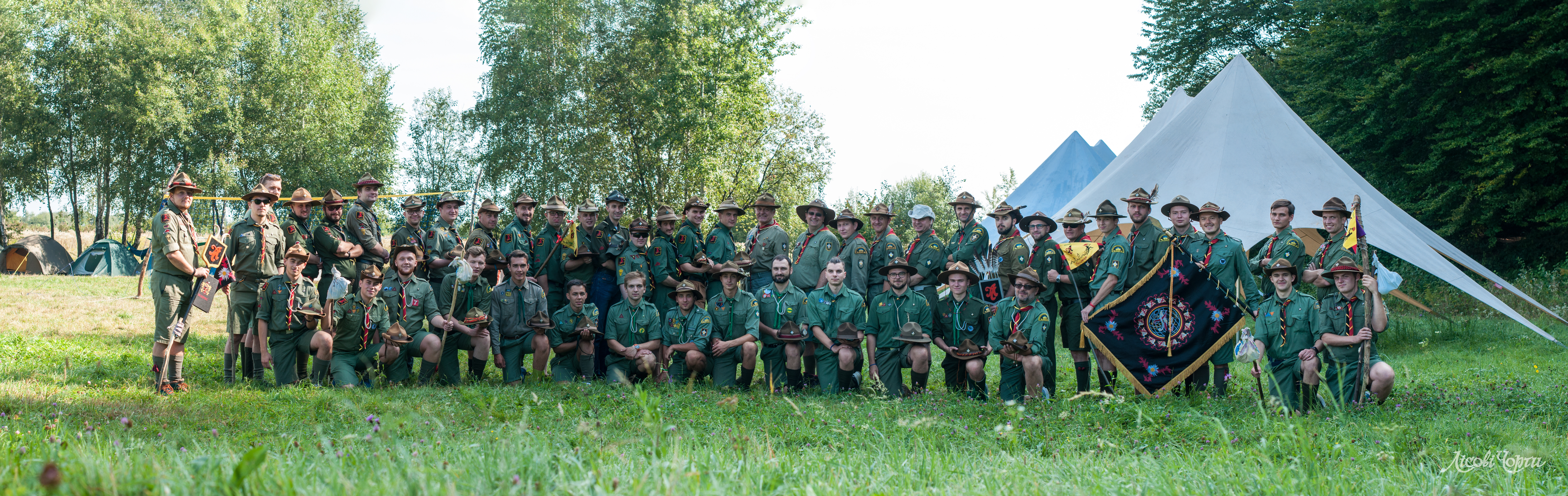
Племінна рада, 2019.

З відродженням державної незалежності України прийшло довгоочікуване відродження Пласту на наших землях. У травні 1990 року під час мандрівки в Карпатах в рамках програми вишколу майбутніх виховників УПЮ утворився гурток молодих кандидатів до УСП, який назвався «Лісові Чорти» і після заприсяження став частиною 3-го Куреня УСП. Цей гурток спільно із двома передвоєнними ЛЧ — Степан Коржинський і Юліян Воробкевич — стали зародком відродження Фамілії в Україні.
Осередок ЛЧ у Львові, який має свою назву «Кодло Близниця», за останніх 20 років постійно якісно розростається і рівночасно розвивав непересічну діяльність у станиці, яка є найбільш чисельна і активна у світі. Майже всі вони є абсольвентами вишколів КВ УПЮ та Лісової Школи. Майже всі вони є (або були) впорядниками чи зв'язковими і все хтось з них є у станичній старшині, а кількох були станичними. Спільно із осередками ЛЧ у Івано-Франківську («Кодло Хом'як») і Києві («Кодло Гострий Камінь»)  вони також дуже активні у пластовому табірництві — організуючи лещетарські, зимові та мандрівні табори в Карпатах. Вони також організували і проводили Перший Всеукраїнським Джемборі в 1996 на Закарпатті. У 2007 році у них було велике свято, коли церемоніально відкопали у одній кам'яниці первісний прапор ЛЧ із 1929 року, який там був спеціально захований у час заборони Пласту і протягом 60 років був закопаний у землі.
Щороку, відбуваються племінні з'їзди (Племінні ради), де збираються фаміліанти з різни кодел, обговорюють плани на майбутнє, переобирають провід, проводять реколекції та відпочивають від буденних міських реалій.
Час показав, що ці фаміліянти є гідні наслідники «львівського кодла» із 1920-тих років. Чисельний стан ВПЛЧ у 2019 році був 314.
Присутність по краях: США — 130, Україна — 96, Австралія — 56, Канада — 21, Австрія — 1, Аргентина — 5, Англія — 3 і Німеччина — 2.

### Відновлення прапора
Немає такого Лісового Чорта, котрий би не читав нашого Кодексу. І немає такого читача, котрий би уважно не розглядав малюнки у книжці, особливо, якщо їх не дуже й багато.
І один такий підпис був дуже незрозумілим: «Перший Прапор Лісових Чортів, посвячений 1929 р.». Адже ніде у Кодексі не вказано, що ж сталося, що довелося шити Фамілії ще один. Ніхто й не очікував, що відповідь ми почуємося від самого Ї. В. Люципера Олексія Пясецького в часі його візиту до Львова восени 2006 року.

Стаття про знахідку в місцевій газеті.

Отож, 1927-го року (за іншими даними, 1928) молоді пластунки власними руками пошили бравим Чортам курінний прапор. З одного боку, пластового, як личить, красувалася лілейка, напис «Лісові Чорти», «ІІІ. к. УУСП», «СКОБ», калина, дуб, блискавка  і мухомор. А з іншого — монограма «ЛЧ» та чортики, що біжать по колу.

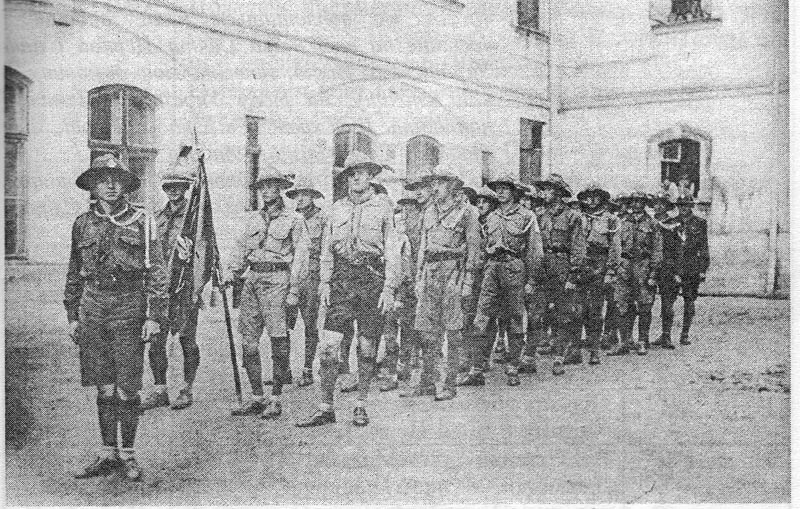
Посвята прапору. Лісові Чорти на подвір'ї Собору святого Юра.

Прапор було посвячено 22 червня 1929 року у львівському Соборі св. Юра. Прапор посвятив о. пралат Куницький». Присягу на ньому склав хорунжий Юрій Старосольський та усі присутні фаміліянти. Під час посвяти прапор тримали Северин Левицький та Олександр Тисовський. Того ж дня, після посвяти, Чорти з пластунами зібралися на файний обід у пластовій домівці, а ввечері на урочистих зборах було вручено не одне відзначення від пластового проводу. З початком війни передають на зберігання тітці Олексія Пясецького — пані Олександрі Пясецькій-Процишин, членкині куреня «Санітарки». Пані Олександра якраз мешкала зі своєю подругою Людмилою на вулиці Міцкєвіча, 12  і мало хто б здогадався, що двоє дівчат переховують у себе таку реліквію.
Завершилася Друга світова війна, СРСР окупувало майже всі українські землі, більшість фаміліянтів вже перебували за межами СРСР. Проте, багато пластунів залишилося в Україні та у Львові зокрема. Залишилася і «санітарка» Олександра, по війні до Львова вона повернувся з казахстанського заслання Ігор Старосольський, друг Олександри. З часом Ігор Старосолький став відомим реставратором (своєму другому життю йому завдячують вежа Корнякта, будинки площі Ринок, численні замки Львівщини).
7 червня 2007 року було віднайдено перший прапор ЛЧ. Статтю про пошуки, розкопки можете знайти за посиланням

## Відомі члени куреня

### Гриць Пісецький— Цуньо, Пісуньо

Гриць Пісецький — Цуньо, 1928.

Гриць народився 12 лютого 1907 року в родині о. Івана й Ольги (до шлюбу Бачинської) зі Стрия, у Корневі городенського повіту. Його батько був священником. Початкову школу закінчив у рідному селі, а середню освіту у станиславівській гімназії матурою 1928 року.
Цуньо змалку цікавився природою, збирав зелень і комахи робив різного роду альбоми й колекції комах та збагачував тим свої знання. Уже з малку вступив до Пласту і так під проводом добрих та ідейних педагогів у гімназії, а в Пласті під проводом таких виховників відданих молоді як проф. Северин Левицький, здобув, як на той час, широке і багатогранне знання, виростав у почутті дисципліни, у розумінні обов'язку й жертовності, не втрачаючи свого вродженого гумору.
Був активним членом гімназійного аматорського театру, що організувала вчителька Кічунова — дружина учителя, і мала не мало клопоту з Цуньом, бо він на пробах не виявляв найменшого сценічного хисту, так, що під кінець почала шукати заміну Грицю. Проте потрібного не знайшлося і треба було вдовольнятися Цуньом.
Як пластун, Гриць любив спорт. Вправлявся в маршах, забігах, а взимку лещетарстві. Що цікаво, лещата і кийки зробив собі сам. У вищих класах гімназії щороку відбував пластові табори і опісля кожного повертався домів із кількома товаришами, особливо Лісовими Чортами і сам належав до їхнього куреня. Хоч із природи талановитий і з багатющим знанням — Гриць ніяк не міг пов'язати математичні формули і правила із своєю любов'ю до природи; тож часто говорив: «Я ні з Архімедом ані з Піфагором не мав щастя бути знайомим». Та все ж таки вся молодша його «братія» уважала його ходячою енциклопедією, а товариші називали «професором».
У той час наша молодь була ідейна, але були і одержимі, подібно як перші християни, що для них жодна жертва Україні не була завелика. І якраз до таких одержимих треба зачислити і Гриця Пісецького. Він був членом УВО, ще з вищих класів гімназії, де своєю дисциплінованістю, обов'язковістю та працею вибився, і був провідником однієї п'ятки в мережі УВО, котрій то припала доля здобути гроші для організації від польського уряду з поштового відділення під Бібркою. Тому, що один із членів його п'ятки не з'явився на роботу, Гриць, як жертовний і відданий член УВО замінив відсутнього.
Під тягарем грошей у мішку, Пісуньо залишився позаду, відстрілюючись від набігаючої погоні, був важко поранений ворожою кулею у перестрілці з польською поліцією, віддав своє молоде життя 30-го липня 1930 року за Ідею Самостійної і Соборної України. Був похований у місті Бібрка.
Під час нападу Григорій Пісецький був одягнений у пластовий однострій, що стало одним з чинників для польська влада у 30-х роках заборонити організацію «Пласт».

## Відомі фаміліянти
Члени куреня, які внесли великий вклад у розвиток Пласту, незалежність і процвітання України та були або є в курені Велике Плем'я Лісових Чортів:
- Начальний Пластун Старосольський Юрій[6];
- генерал Шухевич Роман[11];
- політик П'ясецький Андрій[12];
- бойовик УВО Пісецький Григорій[13];
- економіст Богдан Гаврилишин[14];
- останній Президент УНР в екзилі Микола Плав'юк[15];
- письменник Кархут Василь[5];
- Владика Лончина Гліб;
- поет Кравців Богдан[16];
- військовий Кравців Микола[17];
- науковець Янішевський Василь[18];
- громадські та політичні діячі Врецьона Євген, Охримович Степан, Пашкевич Олександр, Фіґоль Атанас, Тарнавський Омелян, Барановський Роман та ін.

## Курінна атрибутика
Курінні барви: чорний, червоний, золотий
Курінна хустина: раніше була зелена з вигаптованим позаду Лісовим Чортом зі смолоскипом та мечем (носиться як і відзнака від ступеня Потерча). Сьогодні — червоно-чорна зі золотою стрічкою, із вигаптованим позаду золотим Лісовим Чортом зі смолоскипом та мечем.
Курінне привітання: Гей-гу! — Гей-га!
Курінна книга: Кодекс ВПЛЧ.
Курінна відзнака: щит чорного кольору, із золотим обідком та зображенням спрямованого праворуч у бігові чорта червоного кольору зі смолоскипом золотого кольору в піднятій лівій лапі та мечем золотого кольору в правій. Меч та смолоскип указують до прагнення змагати «крізь терни до зірок».
Курінний Гімн: «Прапоре наш» (1929) слова Дусько (Андрій П'ясецький), музика Де Балам (Юрій Пясецький).
Прапоре наш, замай нам в гордій славі
І золотом та сріблом заблести,
Шляхи нові, могутні, величаві
Бурхливим полетом нам вказуй ти –
Прапоре наш, зорій нам у неволі
Вогняним сяєвом воскресних днів,
Не дай зламатись нам в тяжкій недолі
І в грудях розпали завзятті й гнів.
Прапоре наш, веди нас в бій побідний
Крізь блеск мечів, і дим, і смерть, і кров,
Аж як воскресне нарід наш свобідний,
Нехай прийме тебе під свій покров.
Прапоре наш! Багато впаде в бою,
Багато згине в тюрмах, засланнях…
Усім їм, перед смертю їх страшною
Явися ти в останніх тихих снах.
Прапоре наш! Колючий звій терновий
Сплетемо ми терпінням цим страшним…
Він зміниться тобі в вінок лавровий
Під сонцем волі світло-осяйним!
Курінний марш: «Гей-гу, гей-га, таке то в нас життя» слова та музику Тараса Крушельницького, створена під час мандрівки Лісових Чортів човнами на Поліссю 1930 року. Слова й музика Чачі (Тараса Крушельницького).
Гей-гу, гей-га! Таке то в нас життя…
Наплечники готові, прощай, моє дівча!
Сьогодні помандруєм, не знаємо й самі,
Де завтра заночуєм… Чорти ми лісові!
Гей-гу, гей-га! Чорти ми лісові!
Прапор червоно-чорний — це наше все добро,
Червоне — це кохання, а чорне — пекла дно…
Усі дівчата знають пекольні барви ці,
Забути їх не можуть … Чорти ми лісові!
Гей-гу, гей-га! Чорти ми лісові!
А як прийдеться стати зі зброєю в руках,
Маршалок поведе нас, замає гордо стяг!
І сипнемо сто тисяч у груди сатані,
Люциперові решту! Чорти ми лісові!
Гей-гу, гей-га! Чорти ми лісові!

## Діяльність

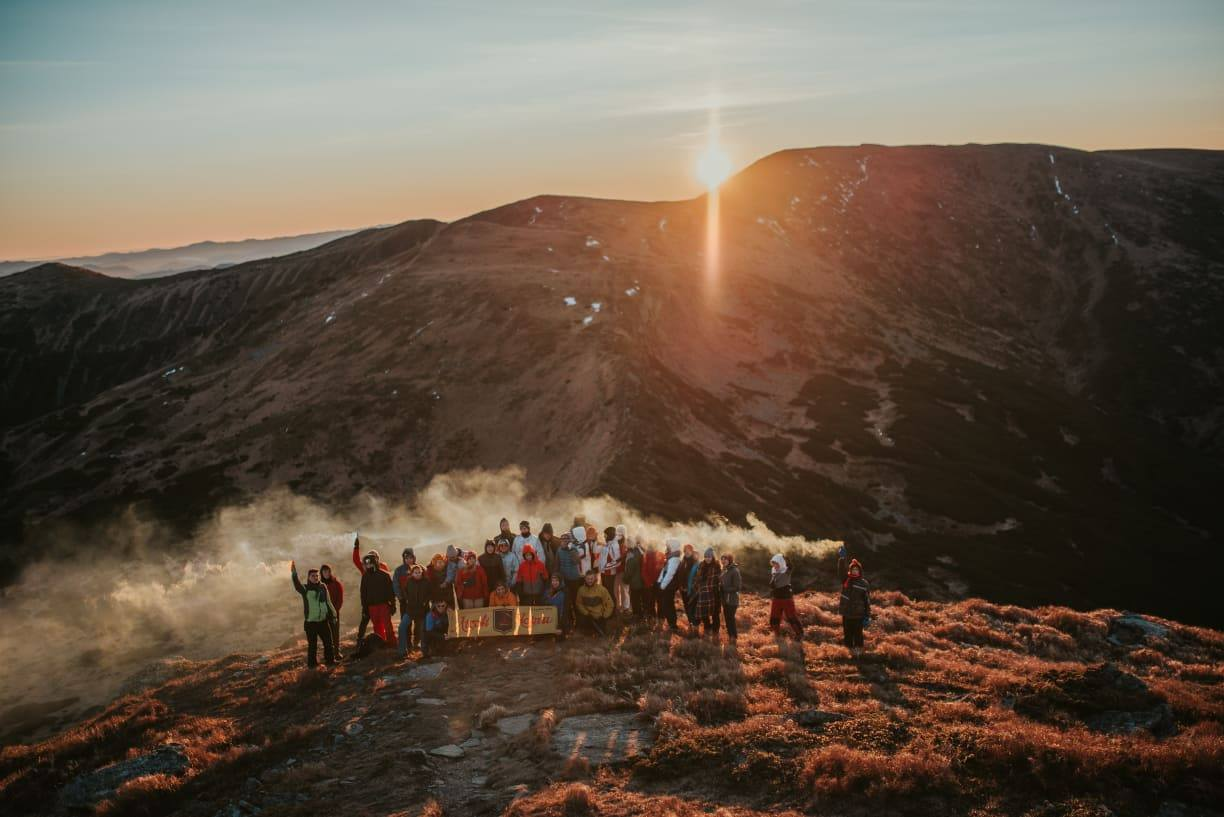
Магія Нічних Карпат, 2020 (осінь).

Сьогодні курінь «Лісові Чорти» веде активну діяльність, організовуючи заходи для УПН, УПЮ, УСП, зокрема, щороку проводяться футзальний турнір Кубок Близниці, Магія Нічних Карпат, вишкіл Першої Медичної Допомоги, проводять вишколи КВВ, КВДЧ. Стрімко розвивається табір Незвіданими стежками, який також нещодавно поповнився вишколами Незвідане. Традиційно курінь долучається до благодійних заходів, присвячені дню святого Миколая на підтримку дітей із бідних сімей і дітей сиріт. Члени куреня очолюють і входять до станичного проводу різних міст. Провадять ідеї Пласту, як зв'язкові куренів так і виховники гуртків УПЮ та УПН. Більшість проводу і референтури, відомого Пластового табору Лісова Школа, становлять Лісові Чорти. Окрім пластової діяльності, долучаються до адміністративної та проєктної робота на терені західної, східної та центральної України.
- Незвідане — бренд, метою якого є розвиток особистості, що в свою чергу дає можливість пластовому загалу розвивати в собі вміння, які вимагає сучасний світ. Розглянути «затерті теми» з іншої точки зору та виставити на загал заборонені чи замовчані теми для дискусії. Референтура незвіданого організовує табір Незвіданими стежками, вишколи Незвідане для малих та нових осередків, для заохочення юнацтва до всебічного розвитку та створення оригінальних проєктів.
- День Пластуна — фестиваль пластової творчості, мистецький захід. Проводиться з 1992 року, заснували члени пластового куреня «Лісові Чорти» Славко Козак, Нестор Дацишин і В'ячеслав Олійник.
- Відкриття Пластового Року — традиційний захід, на якому пластуни починають новий Пластовий рік та налаштовуються на продуктивну працю. У рамках відкриття року відбулося знайомство з організацією Пласт, де охочі можуть приєднатися або дізнатися більше про сферу діяльності Пласту.
- Вишкіл Першої Медичної Допомоги — вишкіл надання першої долікарської допомоги при нещасних випадках, катастрофах, стихійних лихах. Проводиться з 2017 року, заснували члени пластового куреня «Лісові Чорти» Ярослав Дворакевич і Микола Захарчук.
- Кубок Близниці — футзальний турнір для пластунів у двох вікових категоріях U-14 і U-18, який організовує пластовий курінь «Лісові Чорти», започаткований у 2008 році.
- Магія Нічних Карпат — дводенна мандрівка на одну з найвищих вершин України кожної пори року, щоб відчути «магію Карпат». Сходження на гору відбувається вночі, що дає змогу побачити схід сонця над вершиною.